# Sanigaun
Sanigaun (nep. सानीगाउँ) – gaun wikas samiti w zachodniej części Nepalu w strefie Karnali w dystrykcie Jumla. Według nepalskiego spisu powszechnego z 2001 roku liczył on 52 gospodarstw domowych i 293 mieszkańców (135 kobiet i 158 mężczyzn).